# 毽子

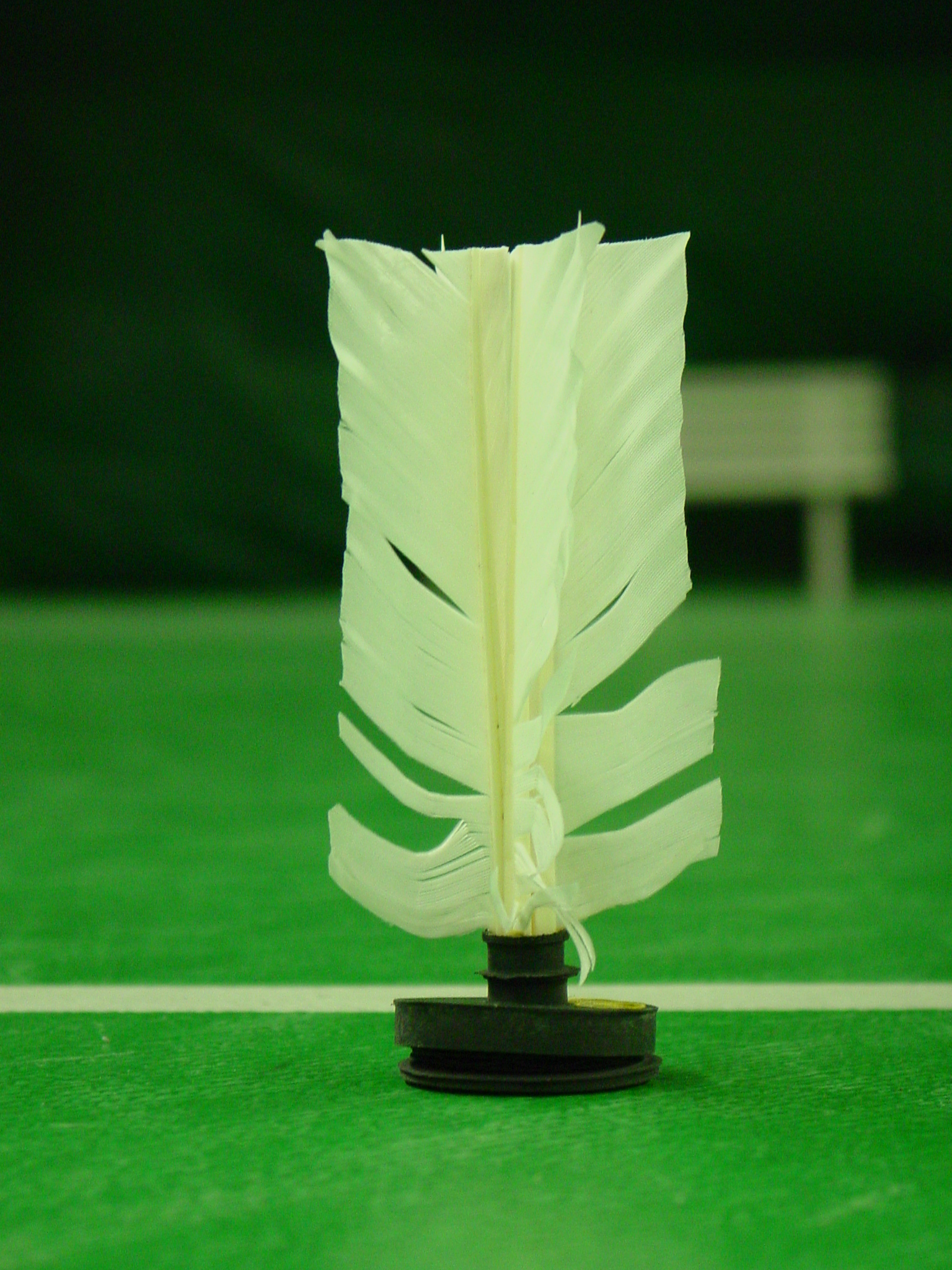
正式比賽用的毽子

毽子，古稱拋足戲具，是一種用羽毛或紙、布等插在圓形的底座上做成的遊戲器具。踢毽子是在中國大陸、香港、澳门、台灣、朝鮮半島傳統盛行的一種遊戲。古代文人也称为“燕子”，并有诗句“踢碎香风抛玉燕”的描述。

## 歷史

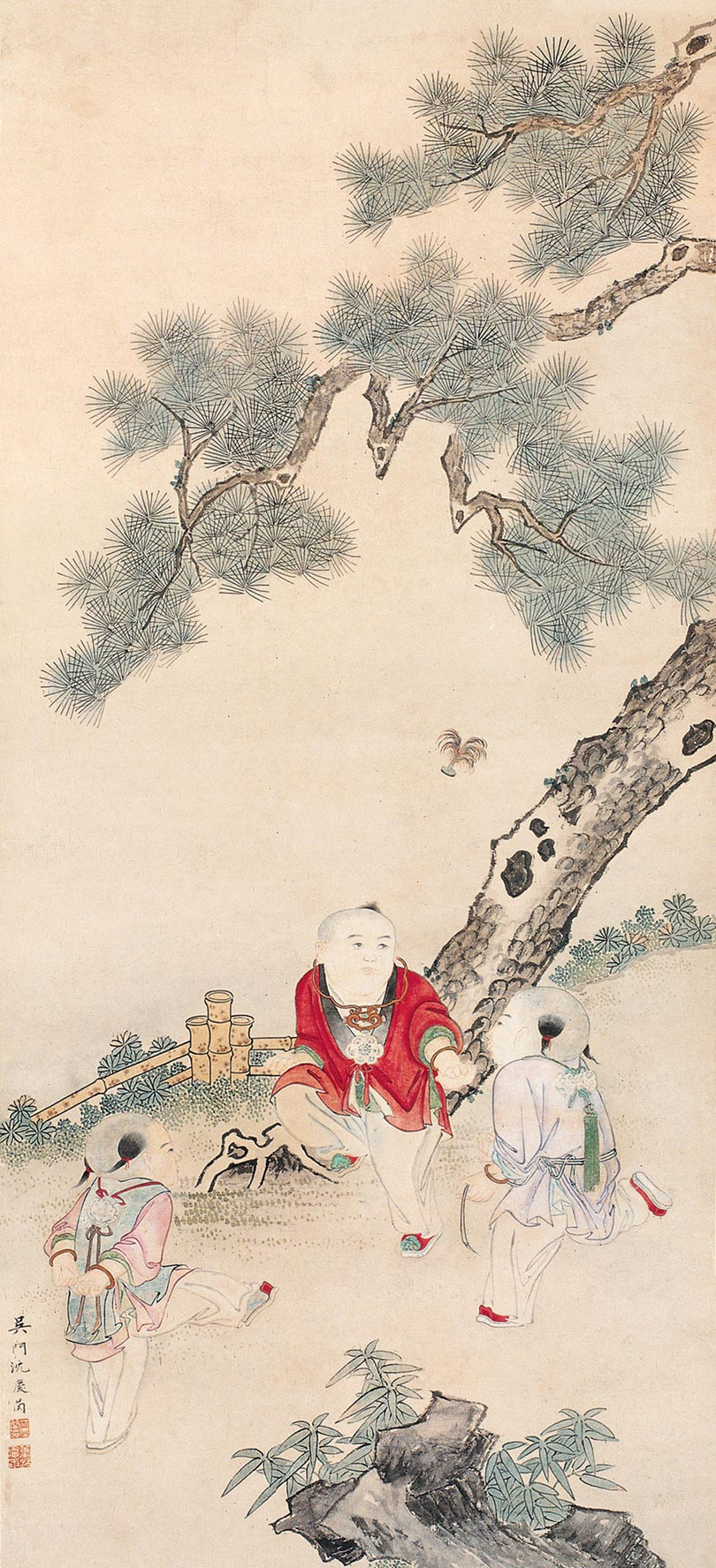
清代画家沈庆兰绘《童儿娱毽图》

中国的踢毽子运动历史久远。相传距今3000多年前的商朝，人们就有一种边跳边踢的舞蹈，这可能就是踢毽子的雏形。1913年山东济宁喻北屯城南张村一个东汉墓中出土了23块石画，上绘八人在表演踢毽子，他们动作和谐舒展、潇洒自然。朝鮮半島則於五代十國傳入。

### 近代發展史
1936年，足毽運動傳入歐洲，當時一位來自江蘇省的中國運動員在1936年柏林夏季奧運會上進行了表演。 在德國和其他國家，人們開始學習足毽這項運動。
1961年6月，中國中央新聞制片廠拍攝了一部有關足毽的電影，名為《飛毽》(The Flying Feather)，並在國際電影節上獲得了金獎。1963年足毽被列為中國指定發展的體育項目及制定中小學體育課程。
在亞洲有相當知名度，以及歐洲的新興熱潮下，國際毽球聯合會(ISF)於1999年成立。在2000年，第一屆世界足毽錦標賽於匈牙利舉行。從此以後，不同國家輪流舉辦兩年一度的世界足毽錦標賽。
足毽運動在21世紀初逐漸被受初步承認，在2003年東南亞運動會中曾被列入比賽項目，但只是非指定傳統項目。在2019年法國巴黎舉辦的世界足毽錦標賽已是第十屆。

## 制作

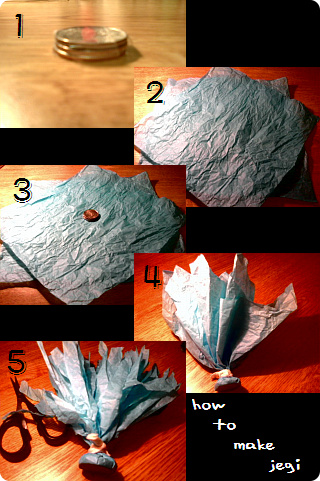
現代製毽的其中一種方式

传统手工制毽方法是首先用一块布片裹住一枚铜钱，装布头从铜钱中间的孔中翻上来，再拿鸡毛或條狀的紙、布穿在钱孔中，然后用线扎好即可。也可用裁成圓形的舊報紙穿孔疊起代替銅錢。也有以紙代替雞毛的做法。除了使用鸡毛之外，还可使用鹅毛、鸵鸟毛、较硬的塑料布剪成的细长条穗子等等各种物料代替鸡毛。但现代的毽子制作已经基本实现了工业化的生产方式，手工制作的特色毽子已经只限于作为装饰品和摆设。而現代比賽用毽子則由4組相同長度的白色羽毛在上，底座則是用膠或橡膠製成。毽的重量大概是15克至25克之間，長度則是15至21公分。
在中国，毽子的种类很多。现在除了市场出售的毽球和毽子外，一般花毽爱好者都是喜欢用自己做的毽子。因为自己制作的毽子，美观实用，得心应手，很适合自己的踢法。

## 动作

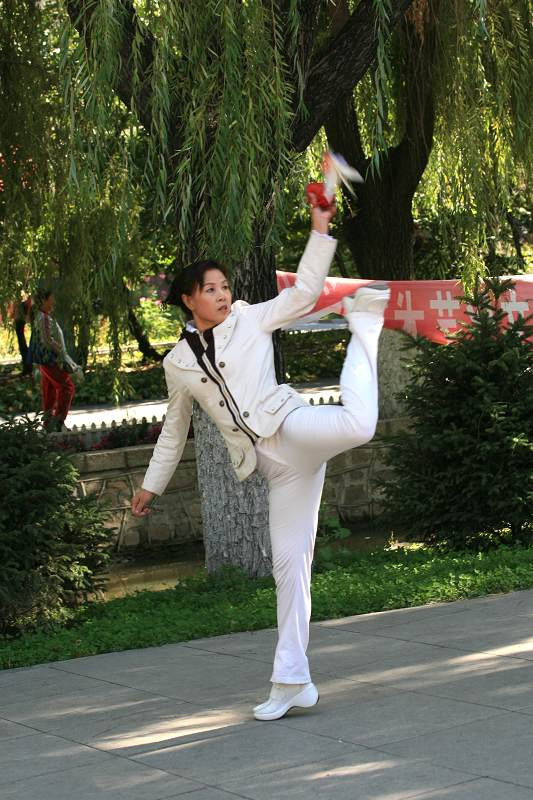
踢键子

不算跃起动作在内，踢毽子的基本动作共有8种，即：
- 盘：用脚内侧向内抬起向上或向前踢毽子；
- 绷：用脚面向前抬起踢毽子；
- 拐：一腿向身体外侧弯曲抬起，用脚外侧向前踢毽子；
- 磕：用膝盖或大腿正面向上或向前踢毽子；
- 抹：一腿从支撑腿后面绕过，用脚内侧或脚底踢毽子；
- 被（发音为“杯”）：一腿向身后摆动弯曲，用脚底向身前踢毽子；
- 勾：背对毽子即将飞行的方向，向上抬腿用脚面向身后踢毽子，此动作是毽球比赛仅有的两种进攻动作之一；
- 踹（也叫“踏”或“踩”）：一腿向上弯曲抬起，用脚底向前踢毽子，谓之“正面踹毽”；身体向一侧转体90度，以该侧腿作支撑，另一腿向转体后的前方抬起，用脚外侧向右方也即转体前的正前方踢毽子，谓之“侧踹”；身体向后转体180度，以该侧腿作支撑，用另一条腿的脚底向后也即转体前的正前方踢毽子，谓之“背（发音为“倍”）踹”。在毽球比赛中有一种将腿向上伸直，然后用脚底向前踢毽子的动作，谓之“高腿踏毽（或‘踩毽’）”，是从藤球模仿的动作。

其他还有以左右脚完成的对称的踢毽动作，以及跃起的各种踢毽动作。

## 比賽

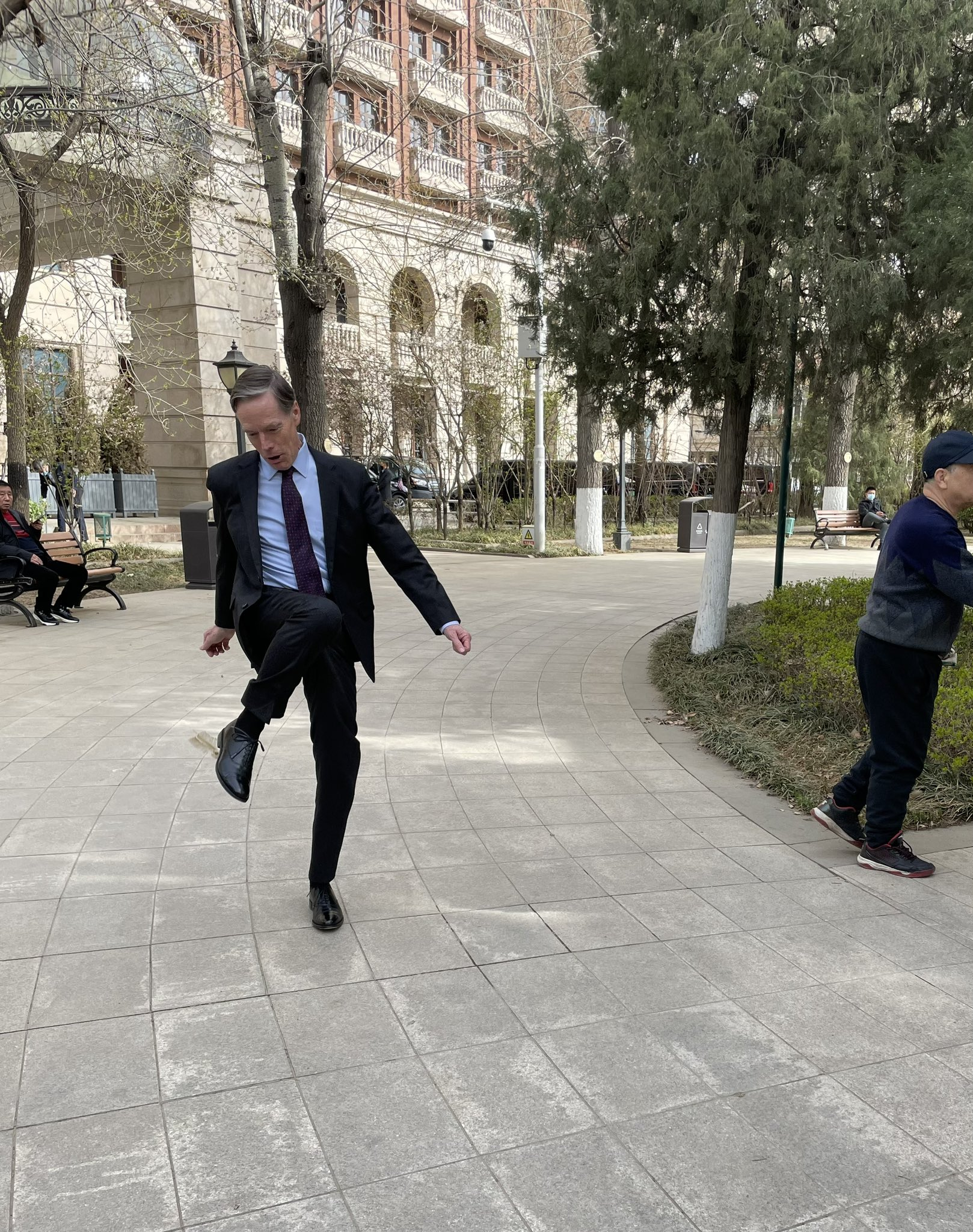
2023年美国驻华大使尼古拉斯·伯恩斯在天津丽思卡尔顿酒店门前踢毽子

毽球以排球的賽例作為本運動的規則（即直接得分制，每局21分；一隊必須贏得足夠的局數才可勝出）。
由國際毽球聯合會舉辦的世界足毽錦標賽為足毽界的最高級別世界賽。現時國際毽球聯合會的成員國有中國、越南、老撾、德國、匈牙利、希臘、香港、澳門、中華台北、荷蘭、芬蘭、韓國、柬埔寨、法國、印度、奧地利、波蘭、保加利亞、蒙古、羅馬尼亞、塞爾維亞、斯洛伐克、印尼、巴基斯坦、意大利和英國。